# 蒙托东
蒙托东（法語：Monthodon，法語發音：[mɔ̃tɔdɔ̃] ⓘ）是法国安德尔-卢瓦尔省的一个市镇，属于图尔区。

## 地理
蒙托东（47°38'59"N, 0°50'12"E）面积33.91 平方千米，位于法国中央-卢瓦尔河谷大区安德尔-卢瓦尔省，该省份为法国中西部省份，北起萨尔特省、东北接卢瓦-谢尔省，东南接安德尔省，南至维埃纳省，西临曼恩-卢瓦尔省。
与蒙托东接壤的市镇（或旧市镇、城区）包括：欧通、勒布莱、拉费里耶尔、莱塞米特、普吕奈-卡斯罗、圣阿尔努、圣马丹德布瓦、圣洛朗昂加蒂讷。

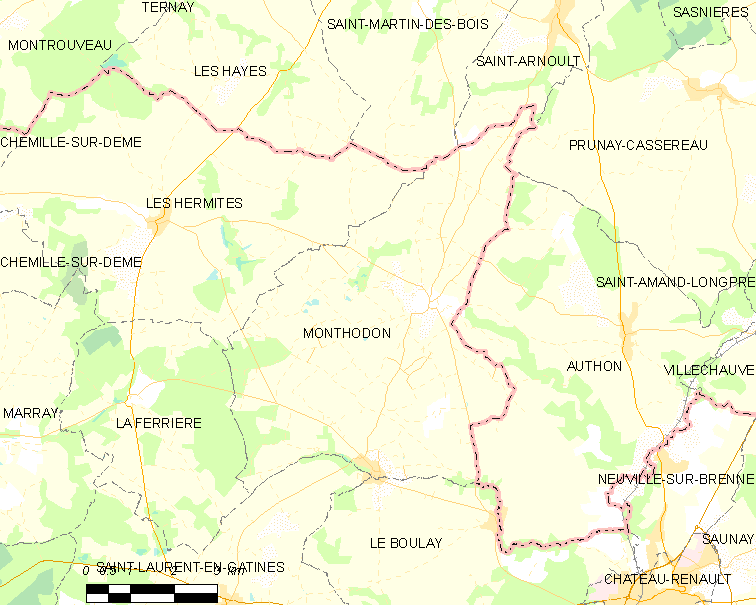
蒙托东的OSM定位图

蒙托东的时区为UTC+01:00、UTC+02:00（夏令时）。

## 行政
蒙托东的邮政编码为37110，INSEE市镇编码为37155。

## 政治
蒙托东所属的省级选区为雷诺堡县。

## 人口

1962-2008年间蒙托东人口变化图示

蒙托东于2022年1月1日时的人口数量为643人。